# 堺市教育委員会
堺市教育委員会（さかいしきょういくいいんかい）は、堺市の行政組織。堺市内の教育に関連した調査などを行う行政委員会である。

## 教育委員会事務局
- 総務部
  - 総務課　
  - 教育政策課
  - 学校改革推進室
- 教職員人事部
  - 教職員企画課　
  - 教職員人事課
- 学校教育部
  - 学校保健体育課　
  - 教育課程課
  - 支援教育課
  - 生徒指導課
  - 人権教育課
- 教育センター 　
  - 企画相談課
  - 能力開発課
  - 学校ICT化推進室
- 地域教育支援部
  - 地域教育振興課
  - 放課後子ども支援課
  - 美原子ども館
- 学校管理部
  - 学校給食課
  - 中学校給食準備室
  - 学校施設課
  - 学校管理課
  - 学務課

## その他
- 堺市立の幼稚園・中・高校に於いて、園児・生徒の保護者から徴収した「学校徴収金」について、教諭のタクシー代などに使用されるなどの不適切な支出に流用されていたことが2008年8月に判明。同市教委が調査した結果、2007年度に幼稚園3園、中学校27校、高校2校の計32校（園）で、徴収金計約173万円が不適切に使われていたことも判った。同市教委は今後、弁護士や保護者らを加えた「学校徴収金適正化委員会」を設け、学校徴収金が適切に利用されているか監視することにしている[1]。